# Anna Goel
Anna Goel (Milano, 14 gennaio 1935) è un'attrice italiana.

## Biografia
Formatasi all'Accademia dei filodrammatici di Milano, vince il Premio Fenarete nel 1955 per l'interpretazione della madre ne Il malinteso di Albert Camus al saggio di diploma di Esperia Sperani. Ha interpretato opere teatrali classiche e contemporanee, dai tragici greci a Luigi Pirandello, Friedrich Schiller, Bertolt Brecht, Gabriele D'Annunzio, Ugo Betti, Eduardo De Filippo, Stanisław Ignacy Witkiewicz, Carlo Goldoni, August Strindberg, Anton Čechov, Jean Anouilh, García Lorca, Albert Camus, Jean-Paul Sartre, Pier Paolo Pasolini, Tennessee Williams.
Ha lavorato sotto la direzione di Giancarlo Menotti, di Orazio Costa Giovangigli, Michael Meschke, Peppino De Filippo, Lamberto Puggelli, Giuseppe Patroni Griffi, Bragaglia, Nanni Garella, Massimo Castri, Franco Parenti, Cherif, Piccardi, Guido De Monticelli.
Interprete di trasmissioni radiofoniche e televisive di genere sia drammatico sia leggero, ma anche attrice cinematografica, diretta da Eriprando Visconti, Enrico Maria Salerno, Gianfranco Albano, Maurizio Ponzi, Piernico Salinas e Maurizio Zaccaro.

## Teatro
- Nozze di sangue di García Lorca, regia di Tullio Pendoli (1959)
- Delitto all’isola delle capre di Ugo Betti, regia di Tullio Pendoli (1960)
- Auto-da-fé di Tennessee Williams, regia di Tullio Pendoli (1960)
- Marcadet l'affarista di Honoré de Balzac, regia di Fantasio Piccoli (1965)
- Le forze di Ezio D'Errico, regia di Fantasio Piccoli (1965)
- Le metamorfosi di un suonatore ambulante di Peppino De Filippo, regia di Peppino De Filippo (1965)
- La Farinella di Giulio Cesare Croce, regia di Fantasio Piccoli (1966)
- Le case del vedovo di George Bernard Shaw, regia di Fantasio Piccoli (1966)
- Il ventaglio di Carlo Goldoni, regia di Fantasio Piccoli (1966)
- Napoli notte e giorno di Raffaele Viviani, regia di Giuseppe Patroni Griffi (1967)
- La contessa di Maurice Druon, regia di Leonardo Bragaglia (1967)
- Santa Maria dei Battuti di Maricla Boggio (1968)
- La gallinella acquatica di Stanisław Ignacy Witkiewicz, regia di Piero Sammataro (1969)
- Oreste di Euripide, regia di Luigi Vannucchi e Mario Feliciani (1969)
- Cavalleria rusticana di Giovanni Verga, regia di Piero Sammataro (1969)
- Il sogno di August Strindberg, regia di Michael Meschke (1970)
- Antigone di Bertolt Brecht, regia di Gianni Supino. Santarcangelo dei Teatri (1970)
- Anche se vi voglio un gran bene di Pasquale Festa Campanile, regia di Pasquale Festa Campanile (1971)
- Ulisse di Piero Patino. Santarcangelo dei Teatri (1972)[2]
- Flamenco vita e morte di Gianni Supino (1973)
- Maria Stuarda di Friedrich Schiller, regia di Franco Friggeri (1973)
- Laudario con Paola Borboni, regia Paolo Todisco (1974)
- La madre di Maksim Gor'kij, regia di Lamberto Puggelli (1976)
- Il ferro di Gabriele D'Annunzio, regia di Orazio Costa (1977)
- La vita che ti diedi di Luigi Pirandello, regia di Massimo Castri (1978)
- Così è (se vi pare) di Luigi Pirandello, regia di Massimo Castri (1979)
- Caterina di Heilbronn di Heinrich von Kleist, regia di Massimo Castri (1980)
- Il lebbroso di Gian Carlo Menotti (1989)
- La favola del figlio cambiato di Luigi Pirandello, regia Piero Sammataro (1982)
- I rusteghi di Carlo Goldoni, regia di Lamberto Puggelli (1983)
- La ragione degli altri di Luigi Pirandello, regia di Massimo Castri (1983)
- Un corpo estraneo di Renzo Rosso, regia di Alvaro Piccardi (1983)
- Orestea di Euripide, regia di Franco Parenti (1985)
- I masnadieri di Friedrich Schiller, regia di Nanni Garella (1987)
- La città morta di Gabriele D'Annunzio, regia di Alessandro Quasimodo (1987)
- La fiaccola sotto il moggio di Gabriele D'Annunzio, regia di Piero Maccarinelli (1987)
- La fedra di Gabriele D'Annunzio, regia di Massimo Castri (1988)
- Improvvisamente l'estate scorsa di Tennessee Williams, regia di Cherif (1990)
- Aparicion con vida a cura di Marcello Bivona
- Risveglio di primavera di Frank Wedekind, regia di Guido De Monticelli (1998)
- I ritorni da Euripide di Guido De Monticelli (1999)
- La monaca di Monza, a cura di Fabio Battistini (2002)
- Laudario, a cura di Fabio Battistini (2003)

## Cinema
- Una storia milanese, regia di Eriprando Visconti (1961)
- Quell'amore particolare, regia di Carlo Martinelli (1969)
- Il caso Raoul, regia di Maurizio Ponzi (1978)

## Televisione
- Mont Oriol, regia di Claudio Fino, 1958
- Il divorzio, di Marco Praga, regia di Claudio Fino, trasmessa il 15 maggio 1959.
- Scacco matto, di Paolo Levi, regia di Alberto Gagliardelli, 30 giugno 1959.
- Il ventaglio, di Carlo Goldoni, regia di Fantasio Piccoli, 12 ottobre 1966.
- Dieci documentari sui pericoli dell'infanzia, regia di Michele Gandin (1967)
- Toledo 'e notte, di Raffaele Viviani, regia Giuseppe Patroni Griffi, 28 giugno 1969.
- A volto coperto, regia di Gianfranco Albano, (1985)
- Don Tonino, regia di Fosco Gasperi, Fininvest (1988)
- I vicini di casa, regia Silvia Arzuffi, Italia 1 (1991)
- Cuore, regia Maurizio Zaccaro, Canale 5 (2001)
- L'avvocato, serie televisiva svizzera, 2003

## Radio
- Bernadette devant Marie, di Henri Ghéon, regia di Corrado Pavolini, trasmessa il 27 marzo 1959.
- Il mistero dell’uomo ovvero Il mistero della vita e della morte, di Léon Chancerel, regia di Alessandro Brissoni, 2 novembre 1959.
- Amor di violino, di Ermanno Carsana, regia di Alessandro Brissoni, 25 gennaio 1960.
- La leggenda della croce, di Marie Luise Kaschnitz, regia di Alessandro Brissoni, 16 aprile 1960.
- Madonna Lionessa, di Antonio Pucci, regia di Giorgio Bandini, 26 agosto 1960.
- L'uomo al punto, di Giuseppe Dessì, regia di Giacomo Colli, 14 dicembre 1960.
- Tutti quelli che cadono, di Samuel Beckett, regia di Giorgio Bandini, 24 marzo 1961.
- La via di mezzo, di Federico Zardi, regia di Corrado Pavolini, 19 ottobre 1961.
- Piccoli innocenti mostri, di Franco Monicelli, regia di Pino Gilioli, 22 febbraio 1977.
- Il trovarobe, di Belisario Randone, regia di Pino Giglioli, 15 puntate (1977)
- La pappa del nonno, di Bruno Longhini, regia di Giulio Zuloeta, 11 aprile 1977.
- Le Rozeno, di Camillo Antona Traversi, regia di Lorenza Codignola, 29 luglio 1989.
- Lettere di una novizia di Guido Piovene, regia di Angela Bandini (1991)
- Una notte da ricordare, di Stefania Incagnoli, regia di Alberto Buscaglia, 20 puntate, 1993